# Bitwa o Tarakan (1945)
Bitwa o Tarakan – pierwszy etap kampanii na Borneo stoczonej w 1945 roku w czasie wojny na Pacyfiku. Rozpoczęła się od desantu sił alianckich 1 maja pod kryptonimem operacja Obeo One; siły lądowe aliantów składały się głównie z australijskiej 26 Brygady Piechoty, ale zawierały także niewielką część personelu holenderskiego. Głównym celem lądowania było zdobycie lotniska na wyspie. Chociaż bitwa zakończyła się sukcesem sił alianckich nad japońskimi obrońcami, uważa się, że zwycięstwo to osiągnięto zbyt wysokim kosztem. Lotnisko zostało tak mocno uszkodzone, że ostatecznie nie można było go naprawić na czas, aby mogło być gotowe do użytku w innych fazach kampanii alianckiej na Borneo.

## Tło sytuacyjne

### Geografia
Tarakan to wyspa w kształcie trójkąta położona 4 km od wybrzeża Borneo. Wyspa ma około 24 km długości od jej najbardziej wysuniętego na północ punktu do południowego krańca i 18 km szerokości. Około 800 m od zachodniego wybrzeża Tarakanu znajduje się mała wyspa Sadau. Prawie cała linia brzegowa Tarakanu jest bagnista, a w 1945 roku namorzyny w północnej części wyspy rozciągały się na odległość od 1,6 km do 3,2 km w głąb lądu. Nadbrzeżne namorzyny w południowej części wyspy były węższe. W głębi lądu od bagien, większość środkowego Tarakanu składała się z serii stromych i gęsto zalesionych wzgórz o wysokości nieco ponad 30 m n.p.m. Tarakan znajduje się trzy stopnie na północ od równika i ma klimat tropikalny. Maksymalna temperatura przez większość dni wynosi około 27° C, a wilgotność względna jest stale wysoka i wynosi około 90%.
W 1945 roku miasto Tarakan było główną osadą na wyspie. Miasto to znajdowało się 1800 m w głębi lądu i było oddzielone od południowo-zachodniego wybrzeża kilkoma niewielkimi wzgórzami pokrytymi niską roślinnością. Na tej linii brzegowej w osadzie Lingkas znajdowały się cztery mola służące do dokowania tankowców. Mola były połączone z miastem Tarakan trzema drogami o utwardzonej nawierzchni. Lotnisko Tarakan znajdowało się około 1,6 km na północny zachód od miasta Tarakan. Z dwóch pól naftowych na wyspie, pole naftowe Sesanip znajdowało się na północno-wschodnim skraju lotniska, podczas gdy większe pole naftowe Djoeata lub Juata znajdowało się 4,8 km na północ od tego obiektu. Wioska Djoeata znajdowała się na północno-zachodnim wybrzeżu Tarakanu i była połączona drogą z polem naftowym Djoeata.

### Okupacja japońska
Przed II wojną światową Tarakan stanowił część Holenderskich Indii Wschodnich i był ważnym ośrodkiem produkcji ropy naftowej. W 1941 r. dwa pola naftowe na wyspie produkowały 80 000 baryłek ropy miesięcznie. Zabezpieczenie pól naftowych Tarakanu było jednym z pierwszych celów Japonii podczas wojny na Pacyfiku. Siły japońskie wylądowały na wschodnim wybrzeżu wyspy 11 stycznia 1942 r. i pokonały mały holenderski garnizon w ciągu dwóch dni walk, w których zginęła połowa obrońców. Podczas gdy pola naftowe zostały skutecznie sabotowane przez Holendrów przed ich kapitulacją, japońscy inżynierowie byli w stanie szybko przywrócić je do produkcji i na początku 1944 r. każdego miesiąca wydobywano tam 350 000 baryłek.
Po holenderskiej kapitulacji 5000 rdzennych mieszkańców Tarakanu ucierpiało w wyniku japońskiej polityki okupacyjnej. Duża liczba żołnierzy stacjonujących na wyspie i wynikające z tego rekwizycje spowodowały niedobory żywności, w wyniku czego wielu cywilów cierpiało z powodu głodu i niedożywienia. Japońskie władze sprowadziły na Tarakan ok. 600 robotników przymusowych z Jawy. Japończycy zmusili również około 300 jawajskich kobiet do pracy jako prostytutki na Tarakanie po tym, jak nakłonili je do podróży za fałszywymi ofertami pracy biurowej i krawieckiej.
Wartość Tarakanu dla Japończyków osłabła wraz z szybkim postępem sił alianckich w tym obszarze w 1944 r. Ostatni japoński tankowiec opuścił Tarakan w lipcu 1944 r., a ciężkie naloty alianckie w późniejszym okresie tego roku zniszczyły produkcję i magazyny ropy naftowej na wyspie. W wyniku tych nalotów mogło również zginąć ok. setki indonezyjskich cywilów. Alianci założyli również miny morskie w pobliżu Tarakan, co w połączeniu z patrolami jednostek powietrznych i morskich uniemożliwiało japońskim statkom handlowym i transportowcom zacumowanie na wyspie.
Zgodnie z malejącym znaczeniem wyspy, japoński garnizon na Tarakanie został zredukowany na początku 1945 roku. Jeden z dwóch batalionów piechoty stacjonujących na wyspie (454. Samodzielny Batalion Piechoty) został wycofany na Balikpapan. Batalion ten został zniszczony przez australijską 7 Dywizję Piechoty w lipcu podczas bitwy pod Balikpapan.

### Plany aliantów

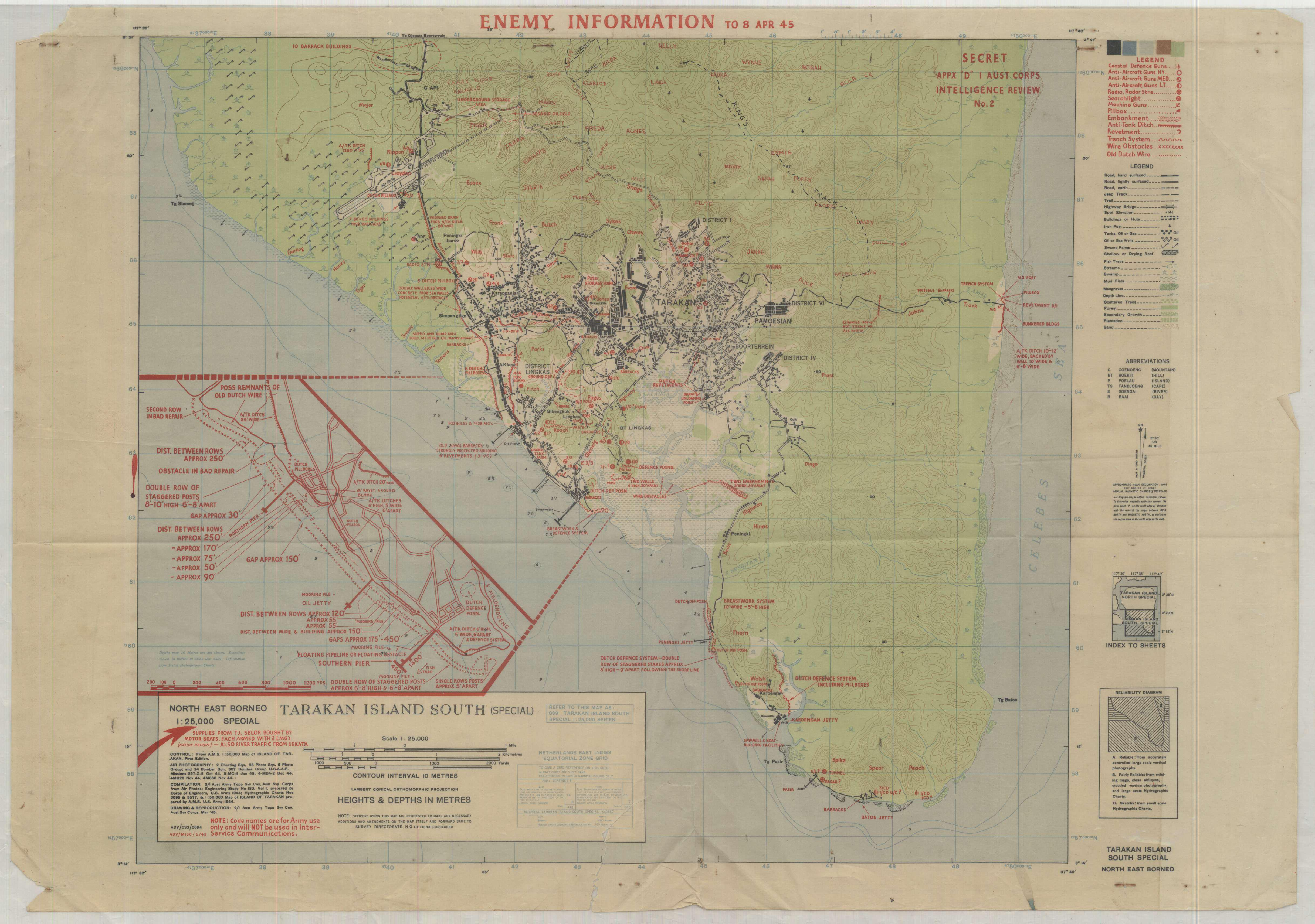
Szacunki wywiadu alianckiego z kwietnia 1945 r. dotyczące japońskiej obrony na południowym Tarakanie wraz z kryptonimami lokalizacji

Głównym celem alianckiego ataku na Tarakan (o kryptonimie „Oboe One”) było zabezpieczenie i rozbudowa lądowiska na wyspie, tak aby można było go wykorzystać do zapewnienia osłony powietrznej podczas kolejnych lądowań na Brunei, Labuanie i Balikpapanie. Drugim celem operacji było zabezpieczenie pól naftowych Tarakanu i uruchomienie ich jako źródła ropy dla sił alianckich na teatrze działań Oceanu Spokojnego. Odpowiadała za to holenderka 3. kompania Batalionu Technicznego.
Dowództwo 9 Dywizji i 26 Brygady Piechoty było odpowiedzialne za planowanie inwazji na Tarakan. Prace te rozpoczęły się na początku marca, kiedy obie jednostki dotarły do Morotai, a ostateczne plany zostały wykonane do 24 kwietnia. Praca planistów była utrudniona przez złe warunki pracy i trudności w komunikacji z Komendą Główną gen. Duglasa MacArthura w Leyte. W ramach procesu planowania każdemu ze wzgórz Tarakanu przypisano kryptonim (na przykład „Margy” i „Sykes”); podczas kampanii Armii Australijskiej na Nowej Gwinei nazwy geograficzne zostały nadane ad hoc i spodziewano się, że wybranie nazw przed bitwą poprawi precyzję późniejszego planowania i komunikacji.

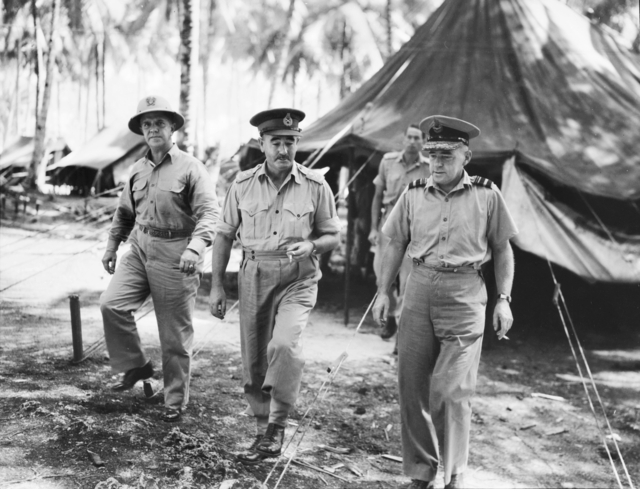
Kontradm. Forrest B. Royal, gen. Leslie Morshead i wicemarszałek lotnictwa William Bostock podczas dyskusji na temat planowanego lądowania na Tarakanie, 12 kwietnia 1945 r.

Plany aliantów przewidywały, że Tarakan zostanie zabezpieczony dość szybko. Oczekiwano, że operacja obejmie krótką walkę o lotnisko, po której nastąpi faza „konsolidacji”, podczas której lotnisko i port na wyspie zostaną rozbudowane w celu wspierania operacji sojuszniczych. Planiści nie przewidzieli znaczących walk w głębi Tarakanu i nie opracowano żadnych planów działań na obszarach innych niż plaże desantowe, miasto Tarakan i lotnisko. Planiści jednak słusznie przewidzieli, że Japończycy postawią swoje główne stanowisko w innym miejscu niż plaża inwazjna i nie będą w stanie przeprowadzić dużego kontrataku.
Plany aliantów przewidywały również, że Tarakan zostanie przekształcony w główną bazę aliancką w ciągu kilku dni od lądowania. Zgodnie z planami przed inwazją planowano, że skrzydło myśliwców będzie stacjonować na Tarakanie już sześć dni po lądowaniu, a siły te zostaną rozszerzone o skrzydło szturmowe dziewięć dni później i zaplecze dla dalszych czterech eskadr lotniczych w 21 dni od pierwszego desantu. Spodziewano się również, że 26 Grupa Brygadowa i jej wspierająca grupa plażowa będą gotowe do opuszczenia Tarakanu do 21 maja, a jednostki RAAF będą mogły zostać przeniesione w połowie czerwca po zapewnieniu wsparcia przy lądowaniu na Balikpapan.
Planiści alianccy dysponowali szczegółowymi danymi wywiadowczymi dotyczącymi Tarakanu i jego obrońców. Informacje te zostały zebrane z różnych źródeł, w tym wywiadu sygnałowego, fotograficznych lotów rozpoznawczych i holenderskich urzędników kolonialnych. Tarakan był pierwszym priorytetem Australijskiego Departamentu Służby Rozpoznania (Services Reconnaissance Department, SRD) od listopada 1944 roku. Przed inwazją I Korpus zwrócił się do SRD o dostarczenie informacji wywiadowczych na temat pozycji japońskich na północnym i środkowym Tarakanie. Pięcioosobowa grupa wywiadowców wylądowała na wyspie w nocy z 25 na 26 kwietnia i z powodzeniem przeprowadziła rozpoznanie obrony północnego wybrzeża Tarakanu, chociaż agent przydzielony do centrum wyspy zaginął się i nie dotarł do tego obszaru. Agenci SRD wycofali się z Tarakanu w nocy z 29 na 30 kwietnia i wylądowali na stałym lądzie Borneo. Nie byli jednak w stanie przekazać zebranych informacji wywiadowczych, ponieważ ich radio uległo awarii. Australijscy wywiadowcy ostatecznie wylądowali na przyczółku alianckim na Tarakanie w dniu 3 maja, aby zgłosić się do 26 Brygady, ale gen. David Whitehead był rozczarowany wynikami tej operacji i nie wykorzystał już SRD podczas bitwy.

## Preludium

### Siły przeciwników

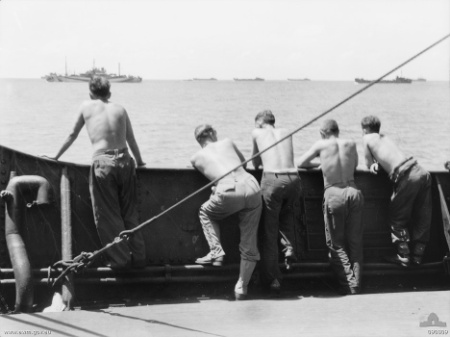
Żołnierze z 2/48 batalionu obserwują część konwoju, który wiezie ich na Tarakan

#### Alianci
Siły alianckie odpowiedzialne za zdobycie Tarakanu skupiły się wokół bardzo doświadczonej australijskiej 26 Brygady Piechoty, liczącej prawie 12 000 żołnierzy. 26 Brygada została utworzona w 1940 roku i brała udział w walkach w Afryce Północnej i na Nowej Gwinei. Elementami piechoty brygady były 2/23, 2/24 i 2/48 bataliony, również z dużym doświadczeniem bojowym. Do tych batalionów dołączył 2/4 Commando Squadron i 2/3 Batalion pionierów, które walczyły w tej bitwie jako zwykła piechota. W skład brygady wchodził także 2/7 Pułk Artylerii Polowej wyposażony w 24 działa 25-funtowe, szwadron z 2/9 Pułku Pancernego wyposażony w 18 czołgów Mk II Matilda, kompania z 2/2 batalionu karabinów maszynowych, 53 Złożony Pułk Przeciwlotniczy i dwie eskadry inżynieryjne. Te jednostki bojowe były wspierane przez dużą liczbę jednostek logistycznych i medycznych, w tym 2 Grupę Plażową, której zadaniem było wyładowanie zaopatrzenia floty inwazyjnej. Podczas gdy 26 Grupa Brygadowa znacznie przewyższała liczebnie szacowaną siłę japońskich obrońców Tarakanu, alianci zaangażowali tę dużą siłę, ponieważ ich wcześniejsze doświadczenia wskazywały, że byłoby trudno pokonać siły japońskie, gdyby wycofały się do surowego terenu wnętrza Tarakanu.
26 Grupa Brygadowa była wspierana przez alianckie jednostki powietrzne i morskie. Jednostki powietrzne pochodziły z Australijskich Pierwszych Taktycznych Sił Powietrznych (1st TAF) i 13 Armii Powietrznej Stanów Zjednoczonych i obejmowały eskadry myśliwców oraz bombowców. Siły morskie zostały oddelegowane z VII Floty Stanów Zjednoczonych i obejmowały kilka okrętów wojennych oraz transportowców Królewskiej Australijskiej Marynarki Wojennej. Ponieważ głównym celem ataku na Tarakan było wykorzystanie lądowiska na wyspie, w skład sił inwazyjnych wchodziła również duża liczba jednostek naziemnych RAAF, w tym 61 Skrzydło Budowy Lotnisk, w skład którego wchodziła 1 i 8 Eskadra Budowy Lotnisk.
Siły, które wylądowały na Tarakanie, obejmowały także prawie tysiąc żołnierzy amerykańskich i holenderskich. Wśród żołnierzy amerykańskich znaleźli się inżynierowie Armii Amerykańskiej, którzy obsadzali barki desantowe LCM i LCVP sił inwazyjnych oraz kompania A 727. batalionu pojazdów amfibijnych armii amerykańskiej, która obsadzała jednostki LVT, a także Seabees Marynarki Wojennej Stanów Zjednoczonych na pokładzie czołgów pływających. Siły holenderskie zostały zorganizowane w kompanię piechoty Ambonese dowodzoną przez holenderskich oficerów oraz w jednostkę do spraw cywilnych.

#### Japończycy
W czasie lądowania aliantów japońskie siły na Tarakanie liczyły 2200 żołnierzy Cesarskiej Armii Japońskiej i Cesarskiej Marynarki Wojennej Japonii. Największą jednostką był liczący 740 żołnierzy 455. Samodzielny Batalion Piechoty dowodzony przez majora Tadao Tokoi. Na Tarakanie znajdowało się również 150 żołnierzy wsparcia Armii. Wkład Marynarki Wojennej do garnizonu Tarakanu obejmował 980 marynarzy dowodzonych przez Kaoru Kaharu. Główną jednostką morską była 600-osobowa 2 Siła Garnizonowa Marynarki. Ta jednostka morska była wyszkolona do walki jako piechota i obsługiwała kilka dział obrony wybrzeża. Oczekiwano, że 350 japońskich cywilnych pracowników naftowych na Tarakanie również będzie walczyć w przypadku ataku aliantów. Siły japońskie obejmowały także ok. 50 Indonezyjczyków służących w jednostce straży domowej. Major Tokoi kierował ogólną obroną Tarakanu, chociaż stosunki pomiędzy armią a marynarką japońską były napięte.
Siły japońskie były skoncentrowane wokół Lingkas, głównego portu Tarakanu i miejsca, gdzie znajdowały się jedyne plaże nadające się do desantowania wojsk. Obrońcy ci spędzili miesiące przed inwazją konstruując pozycje obronne i rozkładając miny. Te stałe mechanizmy obronne były szeroko używane podczas bitwy, a japońska taktyka skupiała się na wytrwałej obronie wcześniej przygotowanych pozycji. Japończycy nie przeprowadzili żadnych dużych kontrataków, a większość działań ofensywnych ograniczała się do niewielkich grup napastników, którzy próbowali infiltrować linie australijskie.

### Operacje przygotowawcze

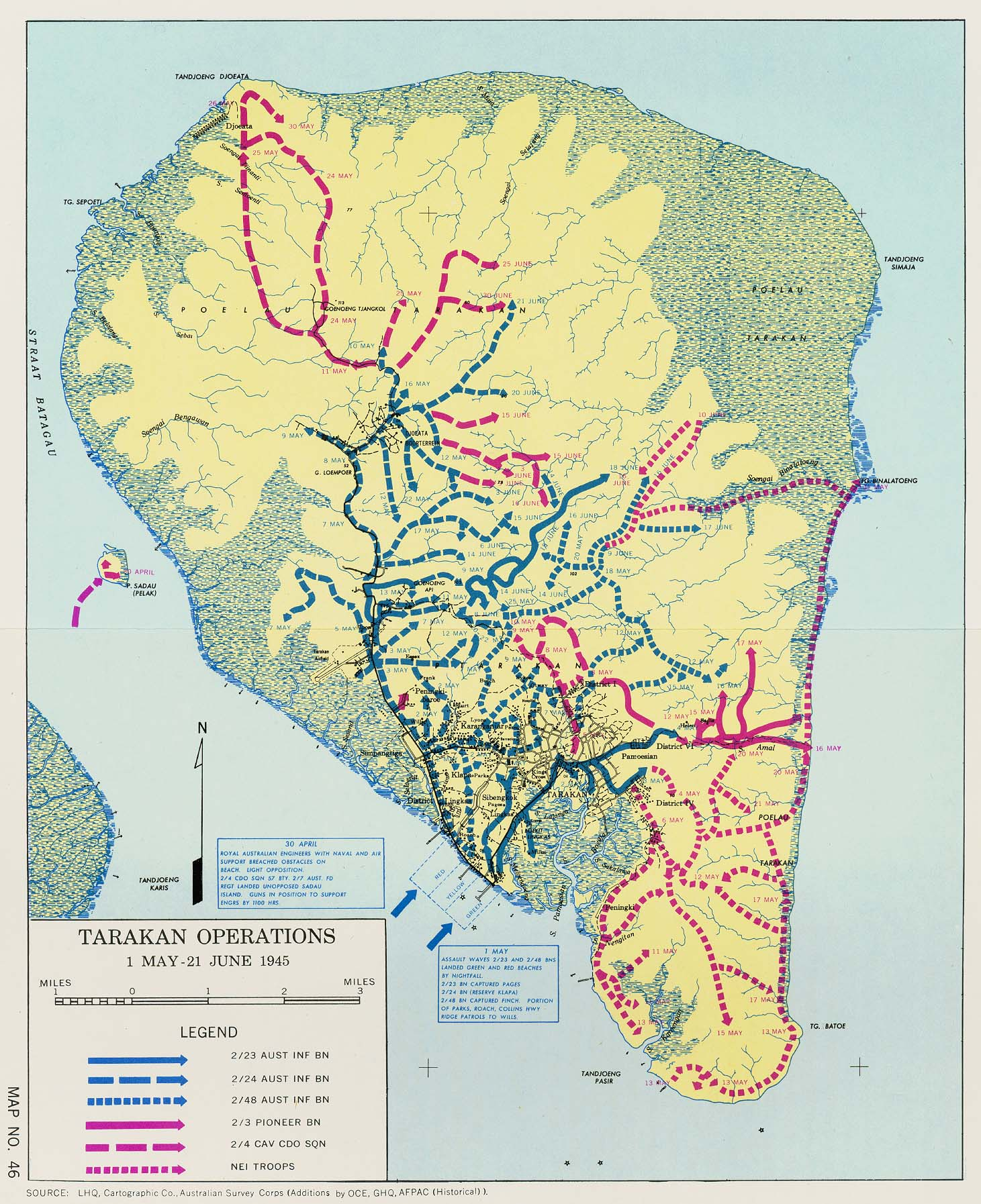
Mapa pokazująca ruchy jednostek alianckich podczas bitwy

Japońskie siły na Tarakanie zostały ostrzeżone o zbliżającej się inwazji w kwietniu, zanim alianci rozpoczęli bombardowanie wyspy przed planowaną operacją. Dowódca wyspy otrzymał sygnał radiowy ostrzegający go o zbliżającym się ataku, a dowódca składu ropy na Tarakanie otrzymał rozkaz zniszczenia szybów naftowych 15 kwietnia. Możliwe, że ostrzeżenie to mogło zostać wydane w wyniku przecieku od przedstawiciela Chińskiej Armii Republikańskiej do Australii lub siedziby MacArthura. Nie miało to jednak żadnego wpływu na późniejszą bitwę, ponieważ Japończycy przez kilka miesięcy przygotowywali obronę, aby stawić opór inwazji, byli też świadomi istnienia dużych sił alianckich, które gromadziły się w Morotai w celu ataku na Borneo.
Przed przybyciem sił inwazyjnych japoński garnizon na Tarakanie i Borneo był poddawany intensywnym atakom z powietrza i morza od 12 do 29 kwietnia RAAF i USAAF przeprowadziły również ataki powietrzne na bazy japońskie w Chinach, Indochinach Francuskich i pozostałych częściach Holenderskich Indii Wschodnich, aby stłumić japońskie jednostki powietrzne w całym regionie. Ataki te zniszczyły wszystkie japońskie samoloty w rejonie Tarakanu. Ataki bombowe na Tarakan nasiliły się na pięć dni przed lądowaniem. Skupiały się na obszarach sąsiadujących z planowanymi plażami desantowymi w Lingkas i miały na celu zneutralizowanie japońskiej obrony na tych obszarach. Kluczowym celem były zbiorniki do przechowywania ropy w Lingkas, ponieważ obawiano się, że ropa w tych zbiornikach mogła zostać podpalona i użyta przeciwko wojskom alianckim. Te bombardowania zmusiły większość ludności cywilnej Tarakanu do ucieczki w głąb lądu. Co najmniej 100 cywilów zostało zabitych lub rannych.
Siły szturmowe Tarakanu zostały zebrane w Morotai w marcu i kwietniu 1945 roku. 26 Grupa Brygadowa została przetransportowana z Australii do Morotai transportowcami Armii Stanów Zjednoczonych i przybyła w połowie kwietnia, zaczynając przygotowywać swój sprzęt do desantu morskiego. Z powodu braku statków wszystkie jednostki otrzymały rozkaz pozostawienia zbędnych pojazdów w Morotai, gdy 20 kwietnia zaczęły wchodzić na transporty szturmowe. Dowódca Australijskich Pierwszych Taktycznych Sił Powietrznych próbował oprzeć się temu rozkazowi, ale został do tego zmuszony przez swojego przełożonego, wicemarszałka lotnictwa Williama Bostocka. Większość jednostek została zaokrętowana do 22 kwietnia, a oddziały szturmowe przez kilka dni ćwiczyły operacje desantowe. Mały konwój statków przewożących siły, którym nakazano zajęcie wyspy Sadau u wybrzeży Tarakanu, opuścił Morotai 26 kwietnia, a główny konwój inwazyjny złożony ze 150 statków wypłynął następnego dnia.

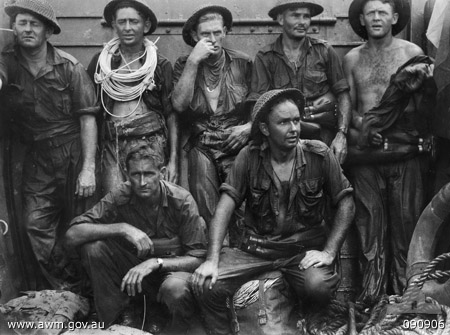
Inżynierowie z 2/13 Kompanii Polowej odpoczywają po oczyszczeniu plaży z japońskich obrońców

Ze względu na konieczność usunięcia zarówno dużej liczby min morskich, które zostały rozstawione wokół Tarakanu, jak i rozległych przeszkód na plaży w Lingkas, alianci nie podjęli próby lądowania z zaskoczenia. Grupa trałowców i niszczycieli Marynarki Wojennej Stanów Zjednoczonych przybyła pod Tarakan 27 kwietnia i rozpoczęła usuwanie min, z których większość była pierwotnie umieszczona przez samoloty alianckie. Operacja ta została zakończona do 1 maja kosztem zniszczenia dwóch małych trałowców. Kutry torpedowe typu PT również przybyły w okolice Tarakanu w dniu 28 kwietnia i oświetlały oraz ostrzeliwały plaże inwazyjne w nocy, aby uniemożliwić Japończykom naprawienie ich obrony na plażach. Kutry PT zaatakowały również siedem małych japońskich frachtowców i lugrów, które znaleziono zakotwiczone w Lingkas, zatapiając lub uszkadzając wszystkie z wyjątkiem jednego.
30 kwietnia na pobliskiej wyspie Sadau wylądowały 2/4 Commando Squadron i 57 bateria 2/7 Pułku Artylerii Polowej, aby wesprzeć inżynierów, których zadaniem było usuwanie przeszkód z plaż inwazyjnych. Siła ta szybko zabezpieczyła niebronioną wyspę. Lądowanie na wyspie Sadau było pierwszym przypadkiem, gdy australijscy żołnierze wylądowali na terytorium Pacyfiku poza Australią od końca 1941 roku (udział Australii w kampanii w Nowej Gwinei od 1942 roku był ograniczony do australijskiej części Nowej Gwinei). Jedyne straty aliantów w tej operacji miały miejsce na pokładzie USS Jenkins, który został uszkodzony, gdy wpłynął na minę podczas wspomagania lądowania.
Zadanie usunięcia przeszkód na plaży w Lingkas powierzono 2/13 kompanii polowej. Obrona ta składała się z rzędów drutu kolczastego, drewnianych słupków i stalowych szyn, które rozciągały się na odległości 115 m od plaży. O godzinie 11:00 30 kwietnia osiem grup inżynierów ruszyło naprzód w LVT i innych łodziach desantowych, aby pokonać przeszkody. Inżynierowie byli wspierani przez działa na wyspie Sadau oraz okręty wojenne i samoloty aliantów. Działając pod japońskim ogniem, inżynierowie usunęli wszystkie przeszkody utrudniające lądowanie na plażach. Chociaż oczekiwano ciężkich strat, 2/13 kompania wykonał zadanie bez ofiar.

## Bitwa

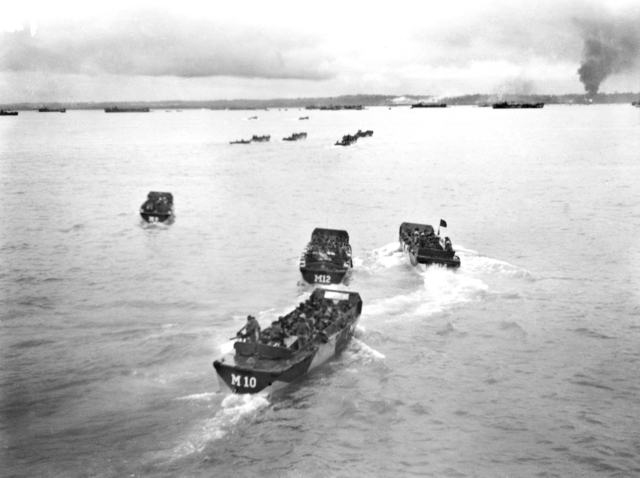
Druga fala 2/48 batalionu piechoty na łodziach desantowych

Główne siły inwazyjne przybyły drogą morską u wybrzeży Tarakanu we wczesnych godzinach porannych 1 maja. Wspomagane ciężkim bombardowaniem powietrznym i morskim, 2/23 batalion i 2/48 batalion dokonały desantu morskiego ok. godziny 8:00. 2/23 batalion wylądował z amerykańskich LVT w głębokim błocie na „Zielonej Plaży” na południowym zboczu przyczółka i pokonał kilka małych japońskich pozycji na wzgórzach wokół Lingkas. O zmroku okopał się wzdłuż głównej drogi do miasta Tarakan (które australijscy planiści oznaczyli jako „Autostrada Glenelg”). 2/48 batalion miał znacznie łatwiejsze lądowanie na „Czerwonej Plaży” na północnym krańcu przyczółka, przy czym większość żołnierzy wysiadała z LVT w pobliżu suchego lądu. Batalion ruszył na północ wzdłuż „Autostrady Anzac” i pobliskich wzgórz oraz szybko zabezpieczył szereg bunkrów za plażą, a także zbiorniki na ropę. Pod koniec dnia 2/48 batalion zajmował pozycje na wzgórzach na zachód od miasta Tarakan. 2/24 batalion również rozpoczął lądowanie na „Czerwonej Plaży” od godziny 9:20 i spędził większość dnia w rezerwie. Jednostka otrzymała rozkaz posuwania się na północ „Autostradą Anzac” późnym popołudniem, ale nie napotkała żadnego oporu. Do zmroku australijski przyczółek rozciągał się na odległości 2600 m wzdłuż brzegu i do 1800 m w głąb lądu. Jednak japońscy snajperzy byli aktywni w tym obszarze w nocy z 1 na 2 maja, a 2/2 Batalion Pionierów (który stanowił główną jednostkę 2 Grupy Plażowej) stoczył kilka małych walk z izolowanymi oddziałami japońskimi. Straty aliantów były mniejsze niż oczekiwano, z 11 zabitymi i 35 rannymi. Lekkość japońskiego opru przypisywano ciężkiemu bombardowaniu przed lądowaniem, które zmusiło obrońców Tarakanu do porzucenia potężnej obrony w Lingkas.
Podczas gdy piechocie udało się zabezpieczyć przyczółek, desantowanie sprzętu było utrudnione przez złe warunki na plaży. Wiele australijskich pojazdów ugrzęzło w miękkim błocie na plaży Lingkas, a siedem LST utknęło na mieliźnie po tym, jak ich dowódcy błędnie ocenili położenie statków na plaży. Niewielka ilość twardego podłoża na przyczółku doprowadziła do poważnych zatorów i spowodowała, że żadno z dział 2/7 Pułku Artylerii Polowej nie zostało uruchomione aż do popołudnia w dniu lądowania. Zatłoczenie uległo pogorszeniu, gdy większość sił lądowych RAAF wylądowała 1 maja z dużą liczbą pojazdów. Siedem LST zostało przywróconych do obiegu dopiero 13 maja.
Po zabezpieczeniu przyczółka 26 Grupa Brygadowa ruszyła na wschód do miasta Tarakan i na północ w kierunku pasa startowego. Australijczycy napotykali coraz bardziej zdeterminowany japoński opór podczas przemieszczania się w głąb lądu. Zdobycie pasa startowego lotniska Tarakan zostało przydzielone 2/24 batalionowi. Początkowy atak batalionu na pas startowy w nocy 2 maja został opóźniony, gdy Japończycy odpalili duże ładunki wybuchowe, a lądowisko zostało zabezpieczone dopiero 5 maja Podczas gdy zajęcie lotniska oznaczało wykonanie głównego zadania 26 Grupy Brygadowej, Japończycy wciąż utrzymywali głębokie wnętrze Tarakanu.
W ciągu pierwszego tygodnia inwazji 7 000 indonezyjskich uchodźców przeszło za nacierające oddziały australijskie. To była większa liczba, niż się spodziewano, a uchodźcy, z których wielu było w złym stanie zdrowia, przytłoczyli holenderską jednostkę do spraw cywilnych. Pomimo zniszczeń spowodowanych bombardowaniem i inwazją aliantów, większość cywilów witała Australijczyków jako wyzwolicieli. Setki indonezyjskich cywilów pracowało później jako robotnicy i tragarze dla sił alianckich.
Gen. Thomas Blamey, dowódca australijskich sił zbrojnych, odbył 8 maja wizytę inspekcyjną na Tarakanie. Podczas spotkania z Whiteheadem, Blamey polecił 26 Grupie Brygadowej „postępować w sposób przemyślany” w oczyszczaniu pozostałej części wyspy po tym, gdy główne cele inwazji zostały osiągnięte.

### Zabezpieczenie wnętrza wyspy

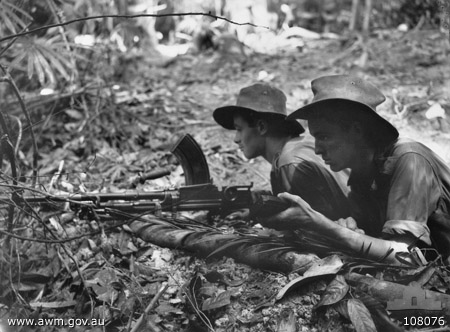
Dwóch żołnierzy z 2/23 batalionu podczas ataku na obiekt „Freda”

Aby zabezpieczyć wyspę i ochronić lądowisko przed kontratakiem, 26 Grupa Brygadowa została zmuszona do usunięcia Japończyków z gęsto zalesionych wzgórz Tarakanu. Około 1700 żołnierzy japońskich okopało się na pozycjach na północy i w centrum wyspy. Te pozycje były chronione przez miny i pułapki. Atakowanie tych pozycji wiązało się z koniecznością kosztownych walk piechoty, ale wojska australijskie intensywnie wykorzystywały dostępną artylerię i wsparcie powietrzne, aby zminimalizować straty własne. Australijskie czołgi mogły zapewnić piechocie ograniczone wsparcie, ponieważ gęsta dżungla, bagna i strome wzgórza Tarakanu często ograniczały ich ruch do utwardoznych dróg. W rezultacie czołgi generalnie nie mogły być używane do ataków połączonych sił, a ich rola ograniczała się do zapewniania ognia wspierającego dla ataków piechoty, przy czym artyleria była preferowanym źródłem bezpośredniego wsparcia.
2/3 Batalion Pionierów i holenderska kompania otrzymały zadanie zabezpieczenia południowo-wschodniej części Tarakanu. Pionierzy zaczęli posuwać się na wschód od miasta Tarakan 7 maja, ale napotkali nieoczekiwanie silny opór Japończyków. Od 10 maja batalion został zatrzymany na odcinku „Helen”, którego broniło około 200 żołnierzy japońskich. 12 maja kpr. John Mackey zginął po zdobyciu trzech japońskich stanowisk karabinów maszynowych. Za ten czyn został pośmiertnie odznaczony Krzyżem Wiktorii. Podczas walk w „Helen” po raz pierwszy użyto ciężkich bombowców bombowce B-24 Liberator do bliskiego wsparcia powietrznego, a myśliwce P-38 Lightning zrzucały napalm natychmiast po bombardowaniu tradycyjnym. Ta kombinacja okazała się szczególnie skuteczna i stała się standardową formą wsparcia lotniczego, o którą prosili Australijczycy. Japońskie siły wycofały się z „Helen” 14 maja po tym, jak poniosły około 100 ofiar, a 2/3 Batalion Pionierów dotarł do wschodniego wybrzeża Tarakanu 16 maja. Batalion stracił w tej operacji 20 zabitych i 46 rannych. W tym okresie holenderska kompania zabezpieczyła pozostałą część południowego Tarakanu i napotkała niewielki opór podczas natarcia.
Marynarki Wojenne Stanów Zjednoczonych i Australii nadal wspierały inwazję po zakończeniu lądowania. Kutry PT zatopiły co najmniej tuzin małych jednostek u wybrzeży Tarakanu i na rzekach u wybrzeży Borneo pomiędzy 1 a 10 maja. Przewoziły one także tłumaczy z Administracji Cywilnej Holenderskich Indii Wschodnich na większość z patroli, na których przesłuchiwano tubylców w celu zebrania informacji o ruchach wojsk japońskich. Japońska bateria na przylądku Djoeata na północnym wybrzeżu Tarakanu została wyeliminowana przez działa okrętowe USS „Douglas A. Munro” 23 maja.
Japoński garnizon był stopniowo niszczony, a ci, którzy przeżyli, porzucili swoje pozostałe pozycje na wzgórzach i wycofali się na północ wyspy 14 czerwca. Tego dnia 112 chińskich i indonezyjskich robotników opuściło obszar zajmowany przez Japończyków z notatką od wyższego japońskiego oficera z prośbą o dobre traktowanie. Podczas gdy Radio Tokio ogłosiło, że Tarakan upadł 15 czerwca, ostatni zorganizowany japoński opór napotkano jeszcze 19 czerwca, a gen. Whitehead ogłosił wyspę zdobytą dopiero 21 czerwca.

### Problemy konstrukcyjne

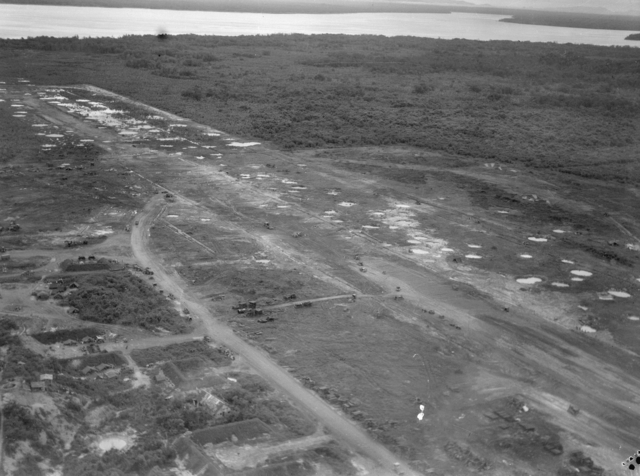
Lotnisko Tarakan dwa tygodnie po jego zdobyciu. Zwrcają uwagę liczne kratery po bombach

Podczas gdy piechota 26 Grupy Brygadowe walczyła z Japończykami na wzgórzach, inżynierowie RAAF z 61 Skrzydła Budowy Lotnisk podjęli desperackie wysiłki, aby uruchomić lądowisko na Tarakanie. Ponieważ pas startowy został poważnie uszkodzony przez bombardowanie przed inwazją i leżał na bagnistym terenie, naprawa okazała się znacznie trudniejsza niż oczekiwano, a przywrócenie pasa do stanu używalności zajęło osiem tygodni, a nie oczekiwany tydzień. Szeroko zastosowana została mata utwardzająca, łącząc stalowe płyty. Pozostałości tych konstrukcji nadal istnieją na parkingu przy lotnisku Tarakan.
Chociaż lotnisko zostało ostatecznie otwarte 28 czerwca, było już za późno, aby odegrało jakąkolwiek rolę we wspieraniu lądowań na Brunei czy Labuanie (10 czerwca) lub lądowań na Balikpapanie. Jednak 78 Skrzydło RAAF stacjonowało na Tarakanie od 28 czerwca i latało w ramach wsparcia operacji na Balikpapanie do końca wojny.
Wysiłki mające na celu wznowienie produkcji na polach naftowych Tarakanu zostały opóźnione z powodu poważnych uszkodzeń instalacji i japońskiego saboażu, dlatego zaczęły one działać dopiero po wojnie.

### Oczyszczanie

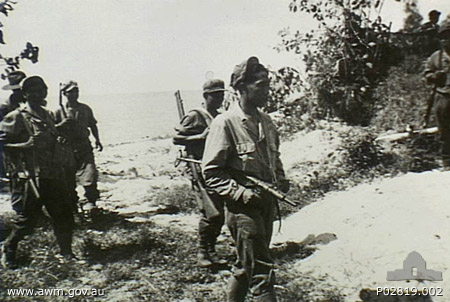
Wspólny patrol australijsko-holenderski w odległej części Tarakanu

Po zakończeniu zorganizowanego oporu Japończycy, którzy przeżyli bój o Tarakan, podzielili się na małe grupy, które skierowały się na północ i wschód wyspy. Głównym jednostkom bojowym 26 Brygady przydzielono te rejony Tarakanu, w których ukryli się japońscy maruderzy. Wielu Japończyków próbowało przekroczyć cieśninę oddzielającą Tarakan od lądu, ale zostali przechwyceni przez alianckie patrole morskie. Wojska alianckie szukały również Japończyków na wyspie Bunyu, piętnaście mil morskich na północny wschód od Tarakanu.
Od pierwszego tygodnia lipca ocalałym Japończykom brakowało jedzenia i próbowali powrócić na swoje dawne pozycje w centrum wyspy oraz napadać na australijskie patrole w poszukiwaniu pożywienia. Wraz ze wzrostem głodu coraz więcej Japończyków poddawało się. Jednostki australijskie kontynuowały patrolowanie w poszukiwaniu Japończyków do końca wojny, a po kilku wrogich żołnierzy było zabijanych lub łapanych każdego dnia. Operacje te kosztowały 26 Brygadę kolejnych 36 ofiar między 21 czerwca a 15 sierpnia. Około 300 japońskich żołnierzy uniknęło patroli alianckich i poddało się pod koniec wojny w połowie sierpnia.

## Następstwa

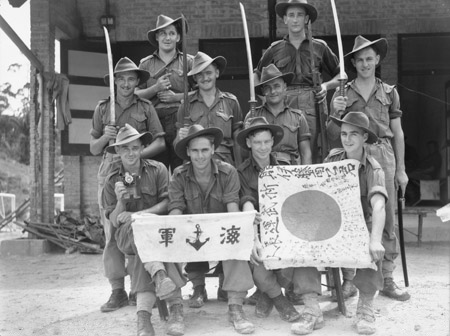
Żołnierze 2/24 batalionu pozują ze zdobycznymi japońskimi mieczami i flagami w lipcu 1945 roku

26 Grupa Brygadowa pozostała na Tarakanie jako jednostka okupacyjna do 27 grudnia 1945 roku, chociaż większość jej jednostek została rozwiązana w październiku. Kwatera Brygady wróciła do Australii na początku 1946 roku i została formalnie rozwiązana w Brisbane w styczniu tego roku.
Pola naftowe Tarakanu zostały naprawione i przywrócone do produkcji. Inżynierowie i technicy przybyli wkrótce po lądowaniu aliantów i 27 czerwca przywrócono do pracy pierwszą pompę ropy. Do października pola naftowe wyspy produkowały 8 000 baryłek dziennie i zapewniały zatrudnienie wielu cywilom na Tarakanie.
Jednostki alianckie zaangażowane w bitwę wykonywały swoje zadania „umiejętnie i profesjonalnie”. Podsumowując operację, Samuel Eliot Morison napisał, że „w sumie była to bardzo dobrze przeprowadzona operacja desantowa, która osiągnęła swoje cele przy minimalnych stratach własnych”. Bitwa o Tarakan podkreśliła znaczenie walki połączonych sił, a zwłaszcza konieczność współpracy piechoty z czołgami, artylerią i inżynierami podczas walki w dżungli.
Pomimo oceny Morisona, straty 26 Brygady były wysokie w porównaniu z innymi lądowaniami w czasie kampanii Borneo. Brygada poniosła ponad dwukrotnie więcej strat niż pozostałe dwie brygady 9 Dywizji Piechoty podczas operacji na północnym Borneo i o 23 ofiary śmiertelne więcej niż 7 Dywizja Piechoty na Balikpapanie. Wyższe straty 26 Grupy Brygadowej można przypisać działaniom garnizonu Tarakanu, który nie był w stanie się wycofać, tak jak zrobiły to garnizony na północnym Borneo i Balikpapanie.
Osiągnięcia sił desantowych zostały zniweczone przez fakt, że lotnisko na wyspie nie mogło zostać na czas uruchomione. Błędna ocena wywiadowcza, która doprowadziła planistów RAAF do przekonania, że lotnisko może zostać naprawione, stanowiła poważne zmiany w przebiegu kampanii. Co więcej, wyniki działań RAAF-u na Tarakanie były często słabe. Mogło to wynikać z niskiego morale panującego w wielu jednostkach i buntu na Morotai trawiącego dowództwo Australijskich Pierwszych Taktycznych Sił Powietrznych.
Podobnie jak w przypadku reszty kampanii na Borneo, australijskie operacje na Tarakanie pozostają kontrowersyjne. Dyskusja toczy się dalej, czy kampania była bezsensownym „pobocznym” wydarzeniem, czy też była uzasadniona w kontekście planowanych operacji, mających na celu zarówno inwazję na Japonię, jak i wyzwolenie reszty Holenderskich Indii Wschodnich, które miały się rozpocząć w 1946 roku. Australijski oficjalny historyk Gavin Long uważa, że „osiągnięte wyniki nie uzasadniały kosztu operacji na Tarakanie”, jest zgodny z powszechnie panującym poglądem na bitwę.